# Castel del Rio
Castel del Rio – miejscowość i gmina we Włoszech, w regionie Emilia-Romania, w prowincji Bolonia. Znajduje się ok. 35 km na południowy zachód od Bolonii.
Według danych na styczeń 2009 gminę zamieszkiwało 1268 osób przy gęstości zaludnienia 24,1 os./1 km².